# Laneuveville-derrière-Foug
Laneuveville-derrière-Foug – miejscowość i gmina we Francji, w regionie Grand Est, w departamencie Meurthe i Mozela.
Według danych na rok 1990 gminę zamieszkiwało 147 osób, a gęstość zaludnienia wynosiła 130 osób/km² (wśród 2335 gmin Lotaryngii Laneuveville-derrière-Foug plasuje się na 898. miejscu pod względem liczby ludności, natomiast pod względem powierzchni na miejscu 1248.).

## Populacja

Populacja Laneuveville-derrière-Foug w latach 1962–2008